# Juliana Amato Lumumba
Pour les articles homonymes, voir Lumumba (homonymie).
Juliana Amato Lumumba, née en août 1955, est une femme politique de la république démocratique du congo, fille de l'ancien Premier ministre et homme d'État Patrice Lumumba,. Elle a occupé à plusieurs reprises des postes ministériels sous la présidence de Laurent-Désiré Kabila, notamment en 1997 celui de vice-ministre de l'Information et de la Presse, de 1997 à 1998 celui de ministre de l'Éducation ou encore en 2001 celui de ministre de la Culture et de l'Art.